# Francisco César
 (janvier 2020).
Si vous disposez d'ouvrages ou d'articles de référence ou si vous connaissez des sites web de qualité traitant du thème abordé ici, merci de compléter l'article en donnant les références utiles à sa vérifiabilité et en les liant à la section « Notes et références ».
Pour les articles homonymes, voir César.
Francisco César est un conquistador espagnol d’origine portugaise qui participa à l’expédition de Sébastien Cabot au Rio de la Plata (1526-1530) avant de se joindre en 1532 à la troupe de Pedro de Heredia pour fonder Carthagène des Indes (1533). Il fit ensuite partie de l'expédition (1538) de Juan de Vadillo qui remonta le río Cauca jusqu’à la ville de Cali, reliant ainsi pour la première fois par voie terrestre la mer des Caraïbes au Pérou. Il perdit cependant la vie (1538) avant d’arriver à destination.

## Biographie
On ne connaît pas le lieu et la date de naissance de Francisco César, mais on le croit[Qui ?] d’origine portugaise. En avril 1526, il s'embarque à bord d'un navire qui fait partie d'une flotte transportant l'expédition que Sébastien Cabot veut mener jusqu'aux îles Moluques sur les traces de l’expédition de Fernand de Magellan (1519-1522). Cependant, Cabot change d'avis en cours de route et décide plutôt de s'arrêter à l'embouchure du Rio de la Plata afin d'en explorer les sources jusqu'au Río Paraguay. C'est au cours de cette dernière partie de l'exploration que Francisco César se distingue lorsqu'il est envoyé en mission à la tête d'une dizaine d'hommes afin de découvrir des mines d’argent dans les montagnes qui se dressent à l'ouest. Cette incursion et les récits qui en sont tirés sont à l'origine de la légende de la Cité des Césars. Finalement, Sébastien Cabot revient en Espagne en 1530 sans avoir rien accompli ou obtenu de tangible. Sur le chemin du retour, une trentaine d’hommes, dont Francisco César, abandonnent l'expédition pour s'établir à Porto Rico.  
C'est là que les rencontre Pedro de Heredia quand la flottille qui transporte son expédition y fait escale en octobre 1532. Heredia, qui s'en allait prendre possession du territoire situé sur la côte de l'actuelle Colombie entre la province de Santa Marta et la province de Panama dont la Couronne espagnole venait de lui accorder la gouvernance, les incorpore dans son armée. 

### Sous les ordres de Pedro de Heredia
Impressionné par la notoriété que Francisco César a acquise au Río de la Plata et par sa popularité auprès de ses hommes, Heredia le nomme lieutenant-gouverneur de la province de Carthagène.
Après quelques excursions ayant pour but de trouver un site adéquat pour l'établissement de sa colonie, Heredia fonde Carthagène des Indes en 1533. Plusieurs expéditions sont ensuite entreprises pour prendre contact avec les villages indigènes des territoires environnants. En plus de servir à établir des liens amicaux, ces expéditions ont aussi pour objectifs de procéder à des échanges commerciaux afin de troquer des produits européens contre des vivres et de l'or, bien que ces communautés ont peu d'or à offrir, car il n'y a pas de mine d’or dans la région. Tout l'or qui est en leur possession est le fruit d'une accumulation séculaire et a été acquis grâce à des échanges de tribu en tribu sans qu’ils en connaissent précisément la source. Par ailleurs, tout refus de collaborer de la part des autochtones est considéré par les Espagnols comme une déclaration de guerre et les villages fautifs sont pris d'assaut, incendiés, et leurs habitants réduits en esclavage. 

#### Le pillage des tombes du Zénu
Ce n'est qu'en 1534, lors d'une expédition menée plus au sud dans la région du fleuve Zenú, que d'importantes richesses sont découvertes dans des sépultures enfouies sous des tumulus que les indigènes de cette zone érigent pour honorer leurs morts. Cette découverte amène les Espagnols à entreprendre le pillage systématique de toutes les tombes qu'ils peuvent trouver. C'est à partir de ce moment que des conflits éclatent parmi les conquistadors. Sous le prétexte de pousser plus loin les explorations afin de découvrir d'autres sépultures, Heredia envoie plusieurs expéditions plus au sud. Comme elles reviennent toutes les mains vides et décimées par la faim et les maladies, l'animosité contre le gouverneur prend de l'ampleur. Ils le soupçonnent de les avoir éloignés afin de profiter de leur absence pour poursuivre le pillage des sépultures du Zenú pour son propre profit. De plus, la région du Zenú étant peu peuplée, elle ne peut assurer le ravitaillement d'une telle quantité de nouveaux arrivants, ce qui augmente le mécontentement et le climat de suspicion contre le gouverneur, car il monopolise le peu de ravitaillement disponible et le vend à des prix exorbitants.
Entre temps, Alonso de Heredia, le frère du gouverneur, qui a tenté sa chance au Guatemala vient rejoindre Pedro et celui-ci le nomme lieutenant-gouverneur à la place de Francisco César, rétrogradant ce dernier au grade de capitaine et suscitant le mécontentement des soldats qui adulent César et détestent Alonso. 

### La mutinerie de César et de ses hommes
Simultanément, l'arrivée de plusieurs centaines d'hommes amenés par Rodrigo Duran, un associé de Heredia, aggrave la crise alimentaire. À cette nouvelle, Pedro revient d'urgence à Carthagène, pour rencontrer Duran. Celui-ci lui apprend qu'il doit immédiatement rembourser les dettes qu'il a contractées en Espagne pour le transport de son armée à travers l'Atlantique. Sans d'autres ressources financières que le butin amassé au Zenú et dont le partage n'a pas encore été effectué, Heredia demande à son frère de lui faire parvenir ce butin afin qu'il puisse s'en servir pour payer ses dettes. Alonso ordonne à Francisco César de transporter le trésor jusqu'à Carthagène, mais celui-ci refuse, exigeant qu'un partage soit au préalable effectué selon la coutume entre tous les participants de l'expédition après que la part du Roi, le quinto royal, a été prélevée. 
Devant le refus de Francisco César d'obéir à son ordre, Alonso l'accuse de mutinerie et le condamne à mort. Cependant, personne n'accepte d'exécuter l'ordre de sorte que César est envoyé à Carthagène afin que le gouverneur se prononce sur son sort. Menacé par une rébellion générale, Heredia est obligé de réintégrer César à son poste de capitaine, encore une fois cependant sous les ordres d'Alonso. 

### L'affaire du golfe de Uraba
Après avoir exploré l'est et le sud du territoire de la province de Carthagène, Alonso dirige ensuite sa troupe vers l'ouest, plus précisément vers la cuvette du Golfe d'Urabá, afin de vérifier des informations selon lesquelles des gens de la province de Panama menés par Julian Gutierrez y empiètent sur le territoire carthaginois. 
Afin de contrer cette invasion, Alonso fonde en 1535 la ville de San Sebastian de Buenavista non loin de l’endroit où Alonso de Ojeda avait fondé, en 1509, le fortin de San Sebastian d'Uraba, par la suite abandonné. 
Toujours aussi mécontents, Francisco César et plusieurs de ses hommes profitent de l'occasion pour se joindre à l'armée de Julian Gutierrez. 
Alerté, Pedro de Heredia vient rejoindre son frère avec des renforts et ils affrontent les Panaméens au cours d'un combat qui fait plusieurs victimes de part et d'autre. Surpassant en nombre les hommes de Gutierrez, la troupe des Heredia remporte la victoire. Gutierrez est capturé et envoyé à Carthagène. Par contre, Francisco César réussit à s'échapper et il se replie dans les montagnes avec les survivants ainsi qu'avec Isabel del Corral, la femme métisse de Gutierrez et petite-fille d'un cacique de la région. Craignant que César et Isabel unissent les diverses tribus indigènes contre lui, Heredia leur offre une paix sans condition.  

### L'expédition de Francisco César
Reconnaissant la valeur militaire de César et sa popularité auprès des soldats de sa propre armée, et qui le réclament comme chef, il le nomme à la tête d'une expédition d'une centaine d'hommes qu'il envoie au sud du golfe d'Uraba afin d'aller explorer une région appelée Dabeiba dans l'espoir d'y trouver des mines qui alimenteraient en or les tribus de la côte. L'expédition se met en marche en juillet 1536 pour ne revenir qu’au printemps 1537. Entre-temps, Juan de Vadillo, un juge en résidence nommé par l’Audience de Santo Domingo pour enquêter sur les abus et crimes commis par Pedro de Heredia, arrive à Carthagène et somme Heredia de se présenter devant lui. 
À son retour à San Sebastián de Buenavista, Francisco César apprend que Pedro et son frère ont emprisonnés à Carthagène et qu'il relève dorénavant du juge en résidence Juan de Vadillo auprès de qui il doit se présenter pour lui faire part des informations qu’il a recueillies au cours de son expédition au sujet d’un territoire appelé Buriticá où se trouveraient une montagne d’or. Il n'a pu s'en approcher à cause des lourdes pertes que sa troupe a subies au cours d'une bataille qu'il a remportée contre la tribu du cacique Nutibara qu'il avait rencontrée sur son chemin. La découverte d'une sépulture richement pourvue et le dépouillement des cadavres des indigènes morts sur-le-champ de bataille lui ont cependant permis d'amasser un important butin d'ornements en or. De plus, le fait qu'il a vu des femmes autochtones revêtues de mantes semblables à celles qui se portent au Pérou l'incite à croire qu'on peut atteindre ce pays en continuant plus loin l'exploration de ce territoire. Depuis que s'est répandue la nouvelle des fabuleux trésors que l'Inca Atahualpa avait rassemblés à Cajamarca, en 1533, pour payer sa rançon, le Pérou est devenu une véritable obsession à travers tout l'Empire espagnol. 

### Sous les ordres deJuan de Vadillo
Tout en procédant au procès des frères Heredia qui sont accusés de s'être approprié les parts de butin de leurs hommes, de les avoir maltraités, d'avoir réduit en esclavage les indigènes, et d'avoir fraudé la caisse royale, Juan de Vadillo exerce la fonction de gouverneur de Carthagène et entreprend de s'enrichir en faisant exactement ce qui est reproché à l'ancien gouverneur. Parallèlement, il met Francisco César à la tête d'une autre expédition, cette fois beaucoup plus imposante et mieux préparée que la précédente, avec la mission de partir de San Sebastian de Buenavista pour se rendre jusqu’au territoire du cacique de Buritica. 
Cependant, la nouvelle arrive à Carthagène que les plaintes que Pedro de Heredia a réussies à faire parvenir à la Couronne espagnole au sujet de l'injustice de son procès ainsi que des abus et fautes commises par Juan de Vadillo ont été bien reçues à Séville, et un autre juge, Juan de Santa Cruz, est en route pour le soumettre à un procès. En apprenant cela, Juan de Vadillo change ses plans. Il décide de prendre lui-même le commandement de l’expédition qu'il a précédemment confiée à Francisco César. Il pense ainsi éviter le procès qu'on veut lui imposer tout en espérant que l'importance des découvertes qu'il va faire et les richesses qu'il apportera à la Couronne le mettront à l’abri de ces poursuites.

#### Expédition de Juan de Vadillo
Juan de Vadillo quitte Carthagène le 19 septembre 1537 et arrive à San Sebastián de Buenavista le 23 décembre. Il consacre ensuite plusieurs semaines à amasser des vivres, principalement du maïs, avant d'entreprendre son voyage le 24 janvier 1538.
La décision de Juan de Vadillo de se substituer à Francisco César pour commander l’expédition qui allait se lancer à la découverte des mines de Buritica empêche ce dernier d'être reconnu par l'Histoire comme le chef de la première expédition qui a réussi à ouvrir un chemin terrestre entre la mer des Caraïbes et le Pérou. César n'a cependant pas à en souffrir, car il meurt en cours de route, tout comme 98 de ses compagnons. 

### Chroniques de l'expédition de Vadillo

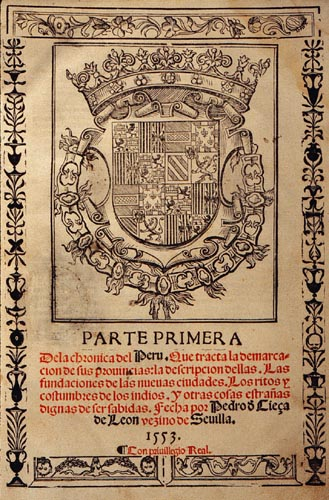
Première partie de la Chronique du Pérou, de Pedro Cieza de León (1553).

Une relation exceptionnelle du déroulement de cette expédition est parvenue grâce à la plume du « prince » des chroniqueurs, Pedro Cieza de León, qui fit partie de l’expédition de Juan de Vadillo et qui lui consacra plusieurs chapitres de la première partie de sa Chronique du Pérou. Ayant vécu avec Francisco César pendant plusieurs mois dans des conditions extrêmement difficiles, au point que César en perdit la vie, son témoignage est digne de mention :  
« Pedro de Heredia envió a un capitán esforzado, diestro e muy valeroso, llamado Francisco César
Ciertamente César se mostró ser digno de tener tal nombre. »
Un autre chroniqueur, Juan de Castellanos, a consacré quarante-deux pages de son œuvre en vers, Elegías de varones ilustres de Indias, à l’expédition de Juan de Vadillo. 
Gregorio Saldarriaga Escobar, un historien de l'Université de Antioquia a récemment découvert dans les Archives générales des Indes de Séville un récit de ce voyage que Juan de Vadillo a écrit alors que, un an plus tard, il faisait escale à Panama avant de retourner en Espagne. Cette relation est disponible sur internet.   
Il faut cependant reconnaître que l'expédition de Vadillo (24 janvier 1538 au 24 décembre 1538), bien que composée de plusieurs centaines de cavaliers et de fantassins, d'esclaves africains et d'Indiens de service, n’est pas aussi connue aujourd’hui que les trois autres expéditions qui, presque simultanément et par des voies différentes, envahirent le territoire qui est aujourd’hui devenu la Colombie pour atteindre la savane de Bogota et y fonder la ville de Santa Fe : l’expédition de Gonzalo Jiménez de Quesada (1536-1539) qui est partie de Santa Marta pour remonter le fleuve Magdalena en espérant qu’il le mènera au Pérou; l’expédition de Nicolas Federman (1535-1539) qui est partie de Coro au Venezuela à la recherche d’un peuple riche en or dont il avait entendu parler; et l’expédition de Sebastian Belalcazar (1535-1539) qui est originellement partie de Quito en Équateur pour passer ensuite par Popayan et Cali avant de traverser la Cordillère centrale et atteindre le fleuve Magdalena en quête d’un mythique Eldorado.